# Night Beat
Night Beat — студійний альбом американського ритм-енд-блюзового співака Сема Кука, випущений у серпні 1963 року лейблом RCA Records. Записаний 22–25 лютого 1963 року на студії RCA Victor's Music Center of the World в Голлівуді (Каліфорнія).
У 1963 році альбом посів 62-е місце у хіт-параді Billboard 200 журналу «Billboard».
У 2011 році альбом був включений до Зали слави блюзу.

## Опис
Альбом вважається однією з найкращих робіт Кука, а також одним з найкращих альбомів у жанрі соул 1960-х років. Біллі Престону, музиканту, який виконав головні партії на органі, на момент запису було лише 16 років. Запис альбому тривав три дні з 22 по 25 лютого 1963 року.
В тому ж році альбом посів 62-е місце у хіт-параді Billboard 200 журналу «Billboard».
У 2011 році альбом був включений до Зали слави блюзу.

## Список композицій
1. «Nobody Knows the Trouble I've Seen» (народна) — 3:22
2. «Lost and Lookin'» (Джеймс В. Александер, Ловелл Джордан) — 2:14
3. «Mean Old World» (Сем Кук, народна) — 3:49
4. «Please Don't Drive Me Away» (Чарльз Браун, Джессі Ервін) — 2:15
5. «I Lost Everything» (Елла Тейт) — 3:26
6. «Get Yourself Another Fool» (Френк Хейвуд, Ернест Такер) — 4:08
7. «Little Red Rooster» (Честер Бернетт, Віллі Діксон) — 2:53
8. «Laughin' and Clownin'» (Сем Кук) — 3:39
9. «Trouble Blues» (Чарльз Браун) — 3:24
10. «You Gotta Move» (Сем Кук) — 2:40
11. «Fool's Paradise» (Мейбл Кордл, Джеррі Фуллер, Роберт Джеддінс) — 2:35
12. «Shake, Rattle and Roll» (Джессі Стоун) — 3:16

## Учасники запису
- Сем Кук — вокал
- Рене Холл — диригент
- Кліф Вайт — гітара
- Барні Кессел — гітара
- Раймонд Джонсон — фортепіано
- Біллі Престон — орган
- Едвард Холл — бас-гітара, ударні
- Кліффорд Хілз — бас-гітара
- Хел Блейн — ударні, духові

Технічний персонал
- Hugo & Luigi — продюсер

## Позиції у чартах

### Альбом
| Рік  | Чарт       | Позиція |
| ---- | ---------- | ------- |
| 1963 | Pop Albums | 62      |

### Сингли
| Сингл                | Інформація                                                                                                |
| -------------------- | --- |
| «Little Red Rooster» | - Сингл RCA Victor 47-8247, 1963 - Сторона Б: «You Gotta Move» - US Pop Singles #11 - US Black Singles #7 |